# Carrie (sång)
"Carrie", Europes mest framgångsrika singel i USA (nådde tredjeplatsen på Billboard) skrevs av keyboardisten Mic Michaeli och sångaren Joey Tempest. "Carrie" var med på skivan The Final Countdown, tillsammans med andra hitlåtar som "Rock The Night" och "The Final Countdown". Den sistnämnda låg tillsammanes med "Carrie" och "Cherokee" samtidigt på Billboard Hot 100; Europe är ett av få band som samtidigt har haft tre låtar på den amerikanska hitlistan.
Carrie beräknas ha sålts i 3 miljoner singel exemplar under perioden 86-87.
Carrie skrevs redan 1985 och kan ses/höras under "On the Loose" turnén. Då framfördes den enbart av Mic Michaeli på keyboard och Joey Tempest på sång.

## Listplaceringar
| Lista (1987)  | Position |
| ------------- | -------- |
| USA           | 3        |
| Kanada        | 9        |
| Schweiz       | 10       |
| Irland        | 10       |
| Frankrike     | 11       |
| Nederländerna | 13       |
| Österrike     | 15       |
| Tyskland      | 22       |